# 本並健治
本並健治（1964年6月23日—）是一位已退休的日本足球守門員，曾入選過日本國家隊，最後於日職聯東京綠茵退休。2020年9月初和曾入選日本女子國家隊的丸山桂里奈結婚。

## 外部連結
- 本並健治官方網頁 （页面存档备份，存于） （日語）